# 崔順實干政醜聞
崔順實干政醜聞，又稱閨密干政醜聞，簡稱閨密門，主要是指2016年大韓民國總統朴槿惠的親信暨閨密崔順實（現已更名崔瑞元）被揭露利用與總統關係干涉施政、並向商界及利益集團施壓獲取利益的醜聞。醜聞爆發後，崔順實曾離開韓國，前往德國躲藏。事件直接導致朴槿惠被韓國國會彈劾下台并被判刑，并导致当时的执政党新世界党分裂，反对党共同民主党的文在寅顺利在2017年成功当选总统。

## 背景
1974年朴槿惠之母陆英修遇刺後，崔顺实的父親崔太敏就开始與朴槿惠接触；崔太敏成为朴槿惠失去双亲后的“精神导师”，並曾在一旁陪同朴槿惠的演說；比朴槿惠小4岁的崔顺实则成为朴槿惠的幕僚，两人交情深厚，崔顺实经常接受政府官员及商人的贿赂。

## 過程
2016年10月中，前擊劍國手高永泰接受中央東洋廣播（JTBC）訪問時，說：「崔順實最喜歡修改總統的演講稿」。
2016年10月，朴槿惠承認曾向崔順實洩露演講稿等官方機密文件，她為此向全國人民鞠躬道歉。朴槿惠道歉前一日，JTBC報導：崔順實曾先拿到朴槿惠演講稿，而且可能還修改及掌握部分內容。該報導已經證據確實，據信是檢調在崔順實辦公室電腦中搜查到的200個檔案被人放給媒體，迫使朴槿惠承認此事。隔日，韓國《中央日報》頭版報導，崔順實事前收取到朴槿惠演講稿等44份機密文件並進行修改，她未在政府任公職，卻得到甚多實質權力，違反了法律及民主。事後朴槿惠的支持度降至17%低點，一週後又降至5%。
朴槿惠表示，崔順實在她「困難時」幫過忙，並對很多文件提出意見修改；但私下涉嫌利用與總統的關係強迫大財團捐款數百萬美元給非營利性的基金會，則未作說明。
崔順實的女兒鄭維羅曾以特權優惠的方式，經梨花女子大學以馬術專長生名義錄取，當時大學報名早已截止。鄭維羅所獲得的仁川亞運馬術比賽金牌並不是個人賽，而是團體賽。梨大師生曾為此發動學潮，示威數十日，最終迫使校長崔京姬引咎下台。
11月4日，朴槿惠發表電視直播講話，對崔順實相關的干政事件對公眾道歉，並提名前總統盧武鉉的幕僚金秉准成為新任國務總理；一度聲稱願將部分權力移交給新總理，及配合檢方調查。惟最終朴槿惠撤回總理提名，並拒絕接受調查。

## 全國示威活動
2016年10月29日，首爾清溪川廣場及釜山、蔚山等各地均爆發萬名民眾大規模集會要求朴槿惠下台，正義黨國會議員魯會燦和民主運動家白基琓均有參與。
朴槿惠爆出閨密干政醜聞後遭到國民反彈，支持度跌至個位數，最低的時候達到4%，打破過去的總統最低民望紀錄（金泳三1997年下台時支持度5%），當中（18-29歲）年輕人支持度為0%；不僅多達百萬人遊行要她下台，連執政黨新世界黨內部亦有聲音要求她退黨，新世界黨部分黨員退黨以示抗議。而新世界黨的「反朴派」領袖、前黨魁金武星更帶頭表明推動朴槿惠彈劾案。
崔順實在2016年10月29日回國，於11月1日受拘押，11月3日正式遭到逮捕，11月19日正式起訴。

## 彈劾
12月9日，大韓民國國會以234票，包括172名在野黨國會議員及62名執政黨議員支持，通過朴槿惠彈劾案，朴槿惠的總統職權即時停止。朴槿惠是繼2004年3月盧武鉉被國會彈劾後（之後盧武鉉獲大韓民國憲法法院支持，恢復職權），第二位遭彈劾的韩国總統。2017年3月10日，宪法法院8位法官8票全票通過裁定弹劾成立，朴槿惠被即时奪權，成为韩国首位遭弹劾的总统。同時由于韓國未設立副總統，根据韩国法律，須在60天內選出新總統。随后韩国于2017年5月9日举行2017年大韩民国总统选举，文在寅于2017年5月10日上午确认当选后，随即出席于首尔国会议事堂内简约举行的就职仪式，正式展开为期5年的总统任期。

## 外部連結
- 南韓閨密案專題 - 聯合報 （页面存档备份，存于）